# NGC 4849
NGC 4849 = IC 3935 ist eine 13,1 mag helle Linsenförmige Galaxie vom Hubble-Typ S0 mit aktivem Galaxienkern im Sternbild Haar der Berenike am Nordsternhimmel. Sie ist schätzungsweise 263 Millionen Lichtjahre von der Milchstraße entfernt und hat einen Durchmesser von etwa 150.000 Lichtjahren. Gemeinsam mit IC 838 bildet sie das optische Galaxienpaar Holm 495.
Im selben Himmelsareal befindet sich u. a. die Galaxie NGC 4859, IC 835, IC 837, IC 834.
Das Objekt wurde zweimal entdeckt; zuerst am 4. März 1867 vom deutsch-britischen Astronomen Heinrich Louis d’Arrest (Beobachtung geführt als NGC 4849); danach am 12. Juni 1895 durch den französischen Astronomen Stéphane Javelle (geführt als IC 3935).